# Investigación en aspectos éticos, jurídicos y sociales
Los acrónimos ELSI (en los Estados Unidos) y ELSA (en Europa) hacen referencia a actividades de investigación que anticipan y abordan las implicaciones éticas, jurídicas y sociales (ELSI (ethical, legal and social implications)) o aspectos (ELSA (ethical, legal and social aspects)) de las ciencias emergentes, en particular la genómica y la nanotecnología. Las ELSI se concibieron en 1988 cuando James Watson, en la conferencia de prensa que anunciaba su nombramiento como director del Proyecto de Genoma Humano (HGP (Human Genome Project )), declaró de manera repentina e inesperada que las implicaciones éticas y sociales de la genómica, requerían un esfuerzo especial y que tendrían que ser financiadas directamente por los Institutos Nacionales de Salud de Estados Unidos. Así pues, se inició un impulso para integrar la investigación social en la tecnología, que se denominó en inglés "Elsification".
En Europa, en el contexto del programa Horizonte 2020, la investigación al estilo de ELSA se enmarca ahora bajo el nombre de Investigación e Innovación Responsable.

## Propagación
Se han desarrollado varios programas ELSI o ELSA en Canadá, Europa y el extremo Oriente. Algunos de ellos son:
- Estados Unidos de América: Ethical, Legal and Social Implications Research Program (ELSI) - Agencia fundadora: NIH, 1990.
- Canadá: Genomics-related Ethical, Environmental, Economic, Legal and Social Aspects (GE3LS) - Agencia fundadora: Genome Canada, 2000.
- Corea del Sur: Implicaciones Éticas, Jurídicas i Sociales (ELSI) - Fundador: Gobierno de Corea del Sur, 2001.
- Gran Bretaña: ESRC Genomics Network (EGN) - Agencia fundadora: ESRC, 2000.
- Países Bajos: Centro para la Sociedad y las Ciencias de la Vida (CSG) - Agencia fundadora: Nederlands Genomics Initiatief, 2002.
- Noruega: Programa ELSA - Agencia fundadora: Consejo de Investigación de Noruega, 2002.
- Alemania, Austria i Finlandia: ELSAGEN Programa de investigación transnacional - Agencias fundadoras: GEN-AU, FFG, DFG i Academia de Finlandia; 2008.

## Características
Existen cuatro características habituales de los ELSA
1. Su proximidad o integración en proyectos científicos de gran escala.
2. La anticipación de posibles controversias y problemas sociales.
3. La interactividad con los grupos de interés y público, alentándolos a tomar un papel activo en el diseño del orden del día de la investigación.
4. La interdisciplinariedad rompiendo fronteras entre comunidades de investigación, como puede ser la bioética.

## Recepción
El enfoque ELSA en la investigación ha sido ampliamente apoyado por académicos que estudian el impacto social de la ciencia y la tecnología, pero también ha sido criticado. Michael Yesley, responsable del Departamento de Energía de los Estados Unidos de América (DOE) y, integrante del Programa ELSI, afirma que este fue un discurso de justificación, seleccionando temas de investigación ética que facilitan el avance de la tecnología genética en lugar de desafiarla. En otras palabras, la genómica ELSA está al servicio de la investigación genómica.
Aun así, también hay quien está completamente a favor de estos programas. Algunos ejemplos de revistas académicas, abiertas a la publicación de resultados de la investigación ELSA son: New Genetics and Society (Taylor and Francis) y Life Sciences, Society and Policy (SpringerOpen).